# Hovedstadens Lokalbaner
Hovedstadens Lokalbaner A/S (HL) var et infrastrukturselskab, der ejede fem nordsjællandske privatbaner og Lille Nord. Selskabet var en fusion af Hillerød-Frederiksværk-Hundested Jernbane (HFHJ), Gribskovbanens Driftsselskab (GDS), Helsingør-Hornbæk-Gilleleje Banen (HHGB), Lyngby-Nærum Jernbane (LNJ) og Østsjællandske Jernbaneselskab (ØSJS). 
Selskabet blev stiftet 1. juli 2001 med Hovedstadens Udviklingsråd (HUR) som hovedaktionær. Denne stiftede samtidig selskabet Lokalbanen A/S til at forestå drift og vedligeholdelse mens HL fungerede som ejer af strækninger og tog. HUR ophørte ved strukturreformen, hvorefter de to selskaber kom under trafikselskabet Movia. Denne foretog en omorganisering 1. januar 2009. Østbanen blev sammen med Vestsjællands Lokalbaner og Lollandsbanen til Regionstog. Hovedstadens Lokalbaner fusionerede samtidig med Lokalbanen under sidstnævnte navn.

## Strækninger
- Hillerød – Frederiksværk – Hundested (HFHJ) (Frederiksværkbanen)
- Hillerød – Kagerup – Gilleleje /- Tisvildeleje (GDS) (Gribskovbanen)
- Hillerød – Snekkersten – (Helsingør) (Lille Nord)(tidligere DSB og Banedanmark) [2]
- Helsingør – Hornbæk – Gilleleje (HHGB) (Hornbækbanen)
- Jægersborg – Nærum (LNJ) (Nærumbanen)
- Køge – Hårlev – Rødvig /- Faxe Ladeplads (ØSJS) (Østbanen)